# Rue Jean-Baptiste Vannypen
```

```

La rue Jean-Baptiste Vannypen est une rue bruxelloise de la commune d'Auderghem dans le quartier du Transvaal.
Elle relie la rue Albert Meunier (accès par une ruelle) à l'avenue Hugo van der Goes.
La rue est longue de 230 mètres et la ruelle de 40 mètres.

## Historique et description
Au XIXe siècle, le sentier n° 72 reliait la chaussée de Wavre au chemin du Blankedelle, comme le montre l’Atlas des Communications (1843). Un petit tronçon deviendra l’actuelle rue Vannypen.
La rue s’est développée avec la cessation par Maria de Gomrée de terrains aux fins d'y construire un home en 1912. Le sentier n° 72 longeait ce bâtiment et ainsi il reçut le nom chemin de l’Hospice.
Le bâtiment n'étant pas devenu un hospice, mais un sanatorium, le collège échevinal décida le 11 juillet 1930 de changer le nom de la rue en la mémoire du soldat Jean-Baptiste Vannypen, né le 29 janvier 1895 à Auderghem, tué le 1 octobre 1918 à Oostnieuwkerke lors de la première guerre mondiale.

## Galerie

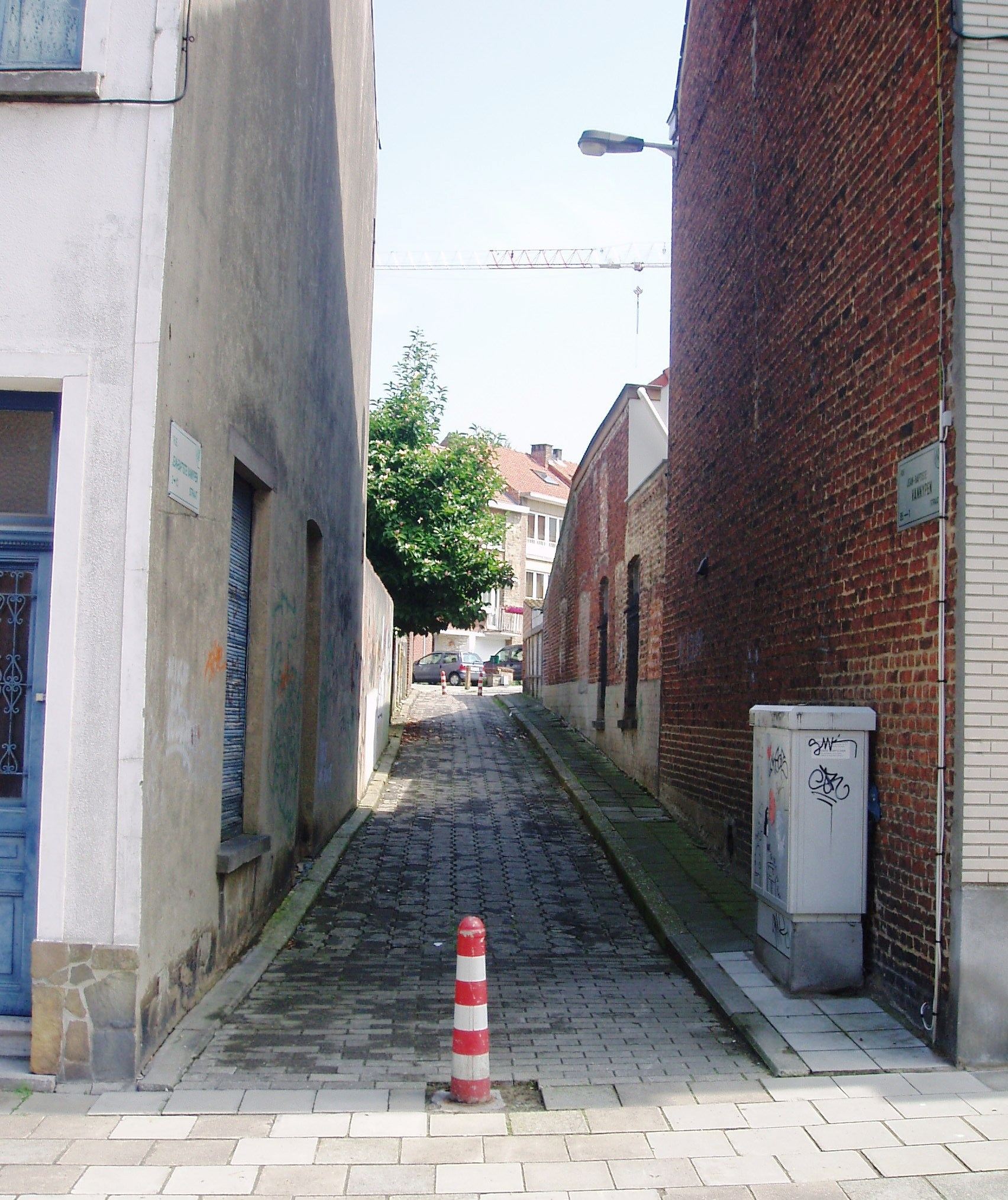
La ruelle reliant l'avenue Meunier